# Quintette de Stephan
Le Quintette de Stephan est un regroupement visuel de galaxies situé dans la constellation de Pégase. Sa vitesse par rapport au fond diffus cosmologique est de 6 119 ± 23 km/s, ce qui correspond à une distance de Hubble de 90,25 ± 6,33 Mpc (∼294 millions d'al). Le Quintette de Stephan fut découvert par l'astronome français Édouard Stephan à la fin du XIXe siècle.
Plusieurs galaxies de ce groupe montrent des signes de violentes interactions gravitationnelles avec des formes distordues et de longs filaments d'étoiles et de gaz s'étendant très loin du corps des galaxies. Le Quintette est un prototype d’une classe d’objets connus sous le nom de groupes compacts de galaxies et a été étudié de manière intensive pendant des décennies.

## Découverte
Le Quintette de Stephan a été découvert par l'astronome français Édouard Stephan, d'où son nom en hommage à cela, à la fin du XIXe siècle. La date précise de sa première observation diffère selon les sources consultées, la plus couramment attribuée étant l'année 1877. Cependant, selon le professeur Seligman, les galaxies du Quintette furent plus probablement découvertes en 1873, soit au moins 4 ans auparavant. Selon lui, les dates ultérieures à 1873 et utilisées comme année de découverte sont issues de la période à laquelle Stephan a réduit sa position micrométrique, et qu'il s'agit donc d'une erreur,.

## Membres du groupe
Le Quintette de Stephan compte initialement cinq galaxies membres listées ci-dessous :
- NGC 7317
- NGC 7318 (A et B)
- NGC 7319
- NGC 7320

De cette liste, quatre galaxies forment réellement un groupe compact et sont situées approximativement dans une même région de l'espace. La cinquième, NGC 7320, est en fait une galaxie située en avant-plan, sans véritable lien physique avec le reste du groupe, son alignement entre ce dernier et un observateur terrestre n'étant que fortuit. Notons aussi que NGC 7318 est une paire de galaxies, notées A et B.
Aussi, il faut aujourd'hui ajouter à la liste la galaxie lenticulaire voisine PGC 69279 (ou NGC 7320C). Cette dernière, contrairement à son homonyme NGC 7320, est considérée comme membre du Quintette de par sa proximité avec celui-ci, sa distance (83,45 ± 5,85 Mpc (∼272 millions d'al), soit proche de celle de NGC 7318B) et des preuves d'interactions passées entre elle et NGC 7319 (voir plus bas la section "Galaxies en interaction").

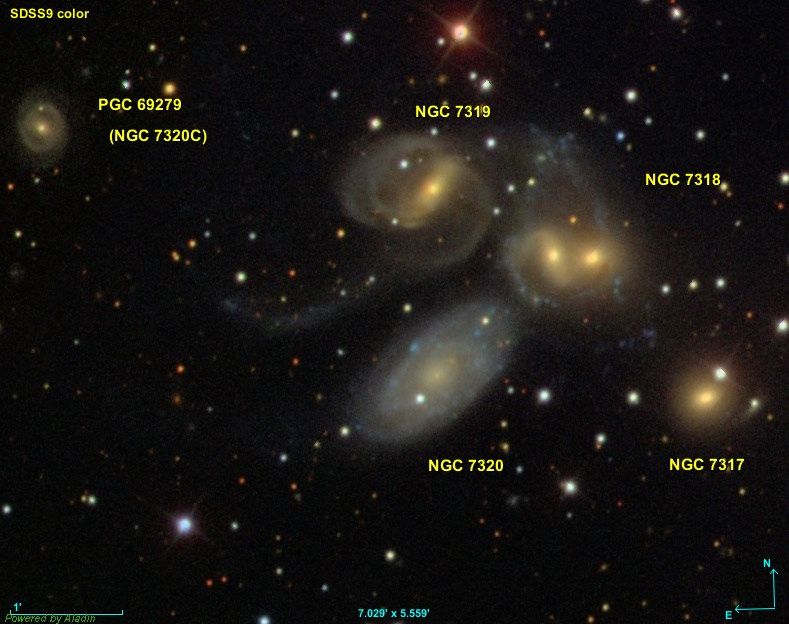
Localisation des différents membres du Quintette de Stephan (image issue du relevé SDSS).

Outre PGC 69279, les cinq galaxies du Quintette forment ensemble le groupe compact de Hickson 92 (HCG 92) et figurent dans l'atlas des galaxies particulières d'Halton Arp sous la cote Arp 319,.
| Nom       | Type | α (J2000.0)   | δ (J2000.0)    | Distance (Mpc)                        | Magnitude (v) | Dimensions apparentes | Diamètre (Kpc)                  |
| --------- | ---- | ------------- | -------------- | ------------------------------------- | ------------- | --------------------- | ------------------------------- |
| NGC 7317  | E    | 22h 35m 51.8s | +33° 56′ 41.6″ | 92,51 ± 6,50 Mpc (∼302 millions d'al) | +13,6         | 0,4′ × 0,4′           | environ 33,03 kpc (∼108 000 al) |
| NGC 7318A | E    | 22h 35m 56.7s | +33° 57′ 55.6″ | 93,45 ± 6,56 Mpc (∼305 millions d'al) | +13,4         | 1,2′ × 1,0′           | environ 35,21 kpc (∼115 000 al) |
| NGC 7318B | SB   | 22h 35m 58.4s | +33° 57′ 57.2″ | 80,34 ± 5,65 Mpc (∼262 millions d'al) | +13,1         | 1,6′ × 1,1′           | environ 35,63 kpc (∼116 000 al) |
| NGC 7319  | SB   | 22h 36m 03.5s | +33° 58′ 32.5″ | 94,70 ± 6,64 Mpc (∼309 millions d'al) | +13,1         | 1,4′ × 1,1′           | environ 21,24 kpc (∼69 300 al)  |
| NGC 7320  | S    | 22h 35m 03.3s | +33° 56′ 53.2″ | 6,61 ± 0,57 Mpc (∼21,6 millions d'al) | +12,6         | 2,2′ × 1,1′           | environ 9,56 kpc (∼31 200 al)   |

- Notes: les données présentes dans le tableau ci-dessus proviennent en majorité de la base de données astronomiques NASA/IPAC[8]. Les valeurs de distances pour chacune de ces galaxies correspondent à celles selon la loi de Hubble-Lemaître (distance de Hubble), basée sur le décalage vers le rouge (redshift). Les données pour les magnitudes et dimensions apparentes proviennent, elles, du site https://astrovalleyfield.com/, en lien avec le Cégep de Valleyfield.

- Légende (type de galaxie): E=Galaxie elliptique, S=Galaxie spirale et SB=Galaxie spirale barrée.

## Galaxies en interaction

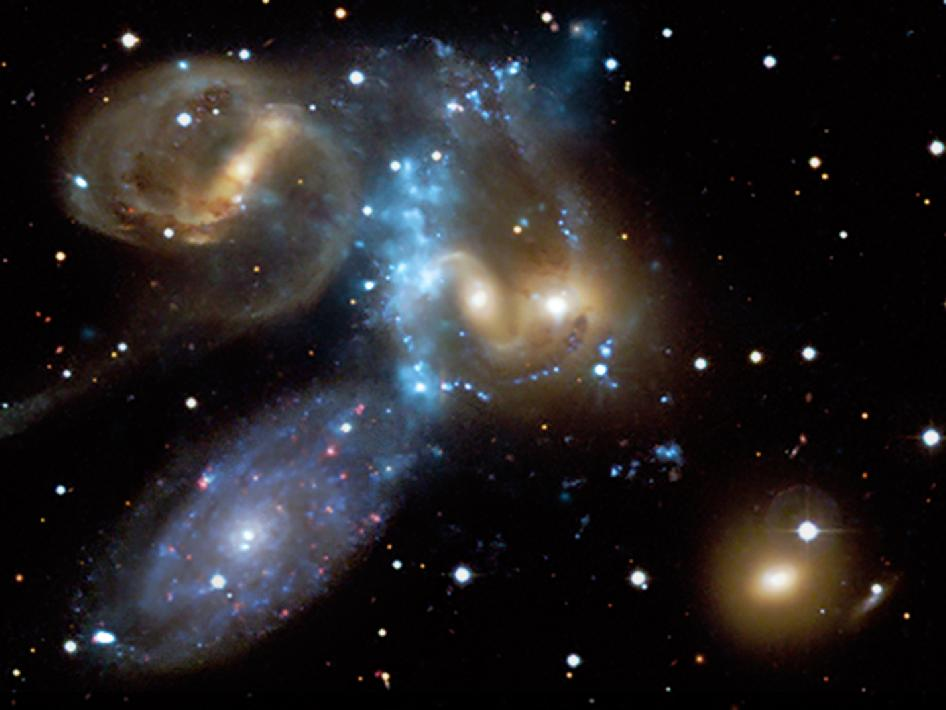
Image composite du Quintette de Stephan (relevé optique et rayons X). Aux rayons X, un imposant arc bleu apparaît au centre du groupe. Il est issu de l'échauffement des gaz et poussières de la galaxie NGC 7318B.

Loin derrière NGC 7320, les quatre autres membres principaux du Quintette de Stephan présentent des signes d'interaction gravitationnelle. Au centre du groupe, les deux membres (A et B) de la paire de galaxies NGC 7318 semblent rentrer en collision, tandis que la galaxie voisine NGC 7319 présente une morphologie perturbée par les forces de marée et un long bras d'étoiles spectaculaire, s'étirant en direction du sud-est sur une distance d'environ 200 000 al.
En fait, les galaxies NGC 7318A et B ne sont en réalité pas en collision, les deux étant séparées d'environ 50 millions d'années-lumière. L'apparence particulière de NGC 7318B résulte de son interaction violente avec le milieu dense et chaotique au centre du groupe qu'elle traverse à vive allure. Cette région du Quintette était initialement imprégnée de débris de marée, dont du gaz dispersé et issu d'interactions passés entre les autres membres du groupe et contre lesquels NGC 7318B entre en collision. L'interaction entre NGC 7318B et ces débris a provoqué une onde de choc et la dislocation d'une partie du disque de la galaxie, ainsi que l'échauffement de ses nuages de gaz et de poussières, prémices d'une importante vague de formation d'étoiles,.
La galaxie spirale barrée NGC 7319 a subi au moins une rencontre rapprochée avec la galaxie PGC 69279 (NGC 7320C) il y a environ quelques centaines de millions d'années,. De cette interaction, subsistent deux ponts de matière reliant encore les deux protagonistes et une déformation physique importante de NGC 7319, d'où la présence de son long bras d'étoiles (que l'on appelle dans ce cas une « queue de marée »). Notons aussi que NGC 7319 abrite en son centre un trou noir supermassif actif, responsable de sa catégorisation en tant que galaxie active de type Seyfert 2.
NGC 7317 semble quant à elle paraître relativement paisible, mais l'on pense qu'elle aussi a participé aux différentes interactions gravitationnelles avec le reste du groupe,, comme en témoigne la présence d'un vaste halo de vieilles étoiles autour de la galaxie.

## Observation et localisation (amateur)
Le Quintette de Stephan se situe au nord de la constellation de Pégase. Éloigné de toute étoile suffisamment brillante pour faciliter sont repérage, ce dernier s'effectue à partir de NGC 7331, une galaxie spirale située proche du Quintette dans le ciel terrestre et d'une magnitude apparente de 10,4 (distinguable dans une paire de jumelles). NGC 7331 peut être localisée au nord nord-ouest de l'étoile Matar (Eta Pegasi). De là, le Quintette se trouve à environ 30 minutes d'arc de NGC 7331, en direction du sud sud-ouest.
Les galaxies du Quintette présentent une magnitude apparente faible, la galaxie la plus brillante du groupe (NGC 7320) n'étant que de magnitude +12,6. Invisible à l'œil nu, son observation nécessite un télescope dont l'ouverture est d'au moins 20 cm (200 mm). La vision du Quintette dépend aussi de la qualité du ciel nocturne (selon la pollution lumineuse, par exemple).

## Images du télescope spatial James Webb
En juillet 2022, furent publiées les premières images à caractère scientifique du télescope spatial James Webb (JWST), lancé en décembre 2021 et souvent vu comme le successeur du télescope spatial Hubble. Parmi les cinq premières images dévoilées par la NASA, figure celle du Quintette de Stephan imagé dans le domaine de l'infrarouge, plus précisément dans l'infrarouge proche par NIRCam et l'infrarouge moyen par MIRI, deux instruments à bord du télescope. Ces deux images nous montrent deux facettes spectaculaires du Quintette, MIRI nous révélant par exemple les structures internes de gaz pour chacune des galaxies du groupe.

## Galerie

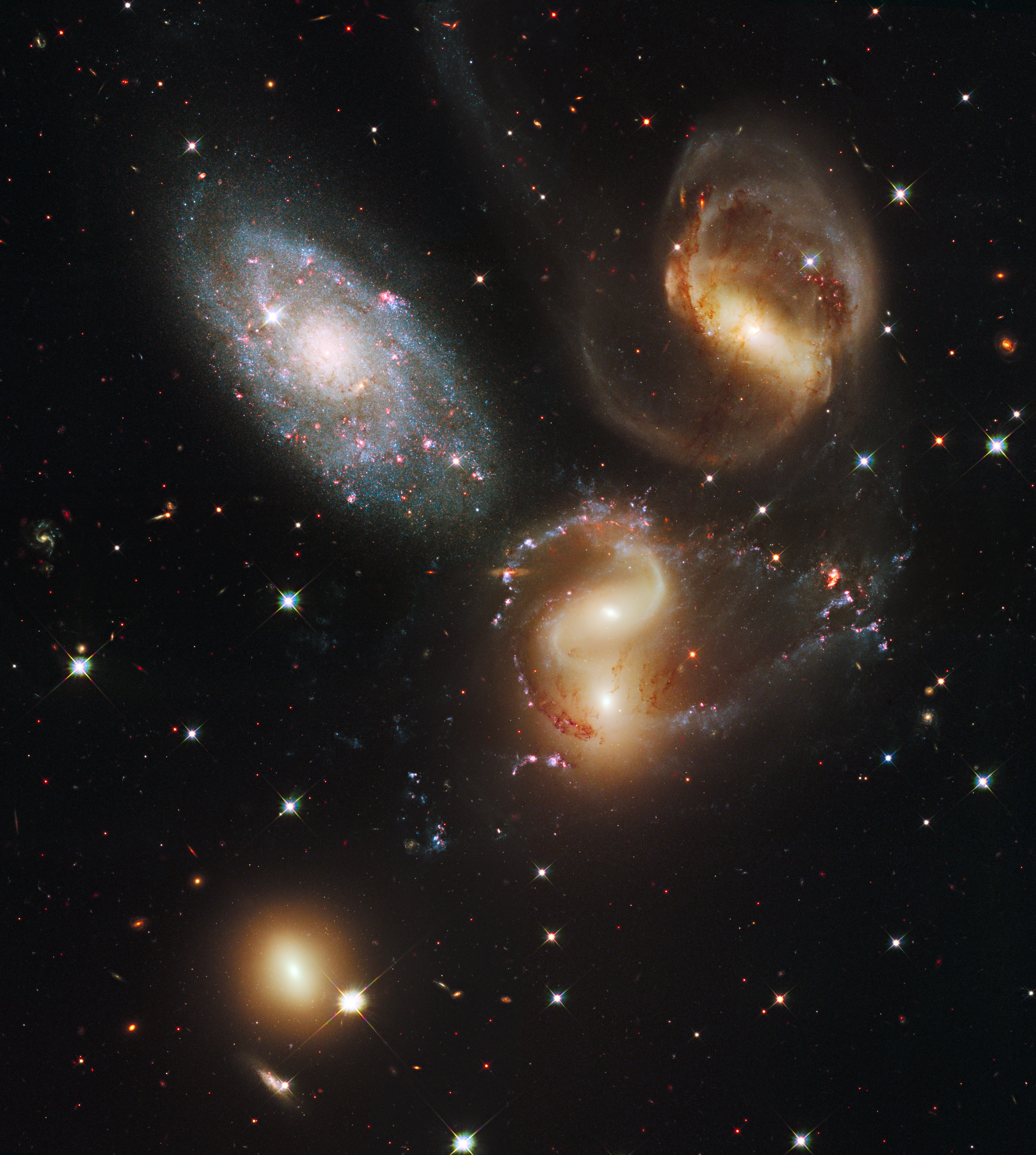
Le Quintette de Stephan par le télescope spatial Hubble (2009).
Le Quintette par le télescope spatial JWST (NIRCam).
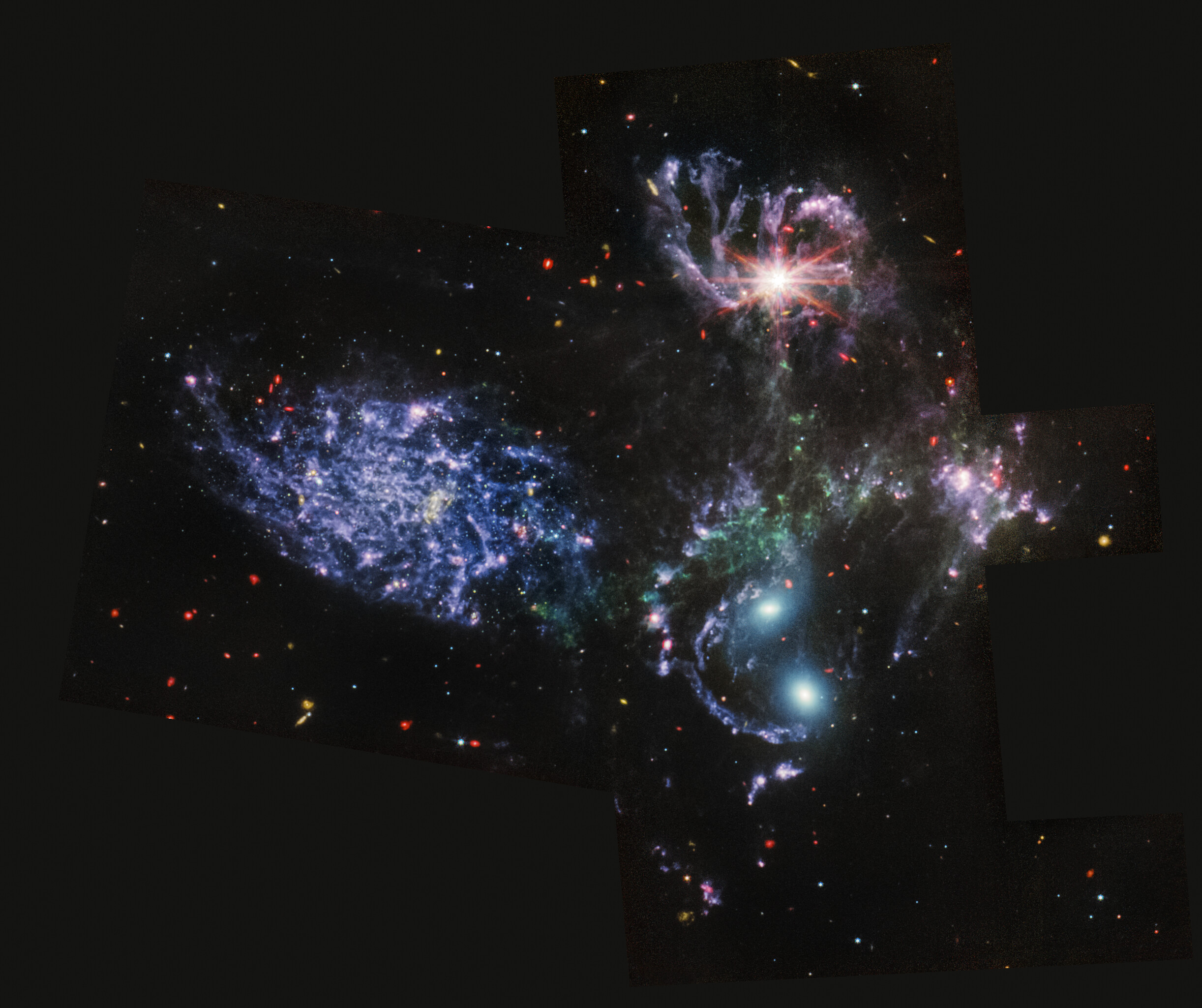
Autre version du Quintette par le JWST (MIRI).
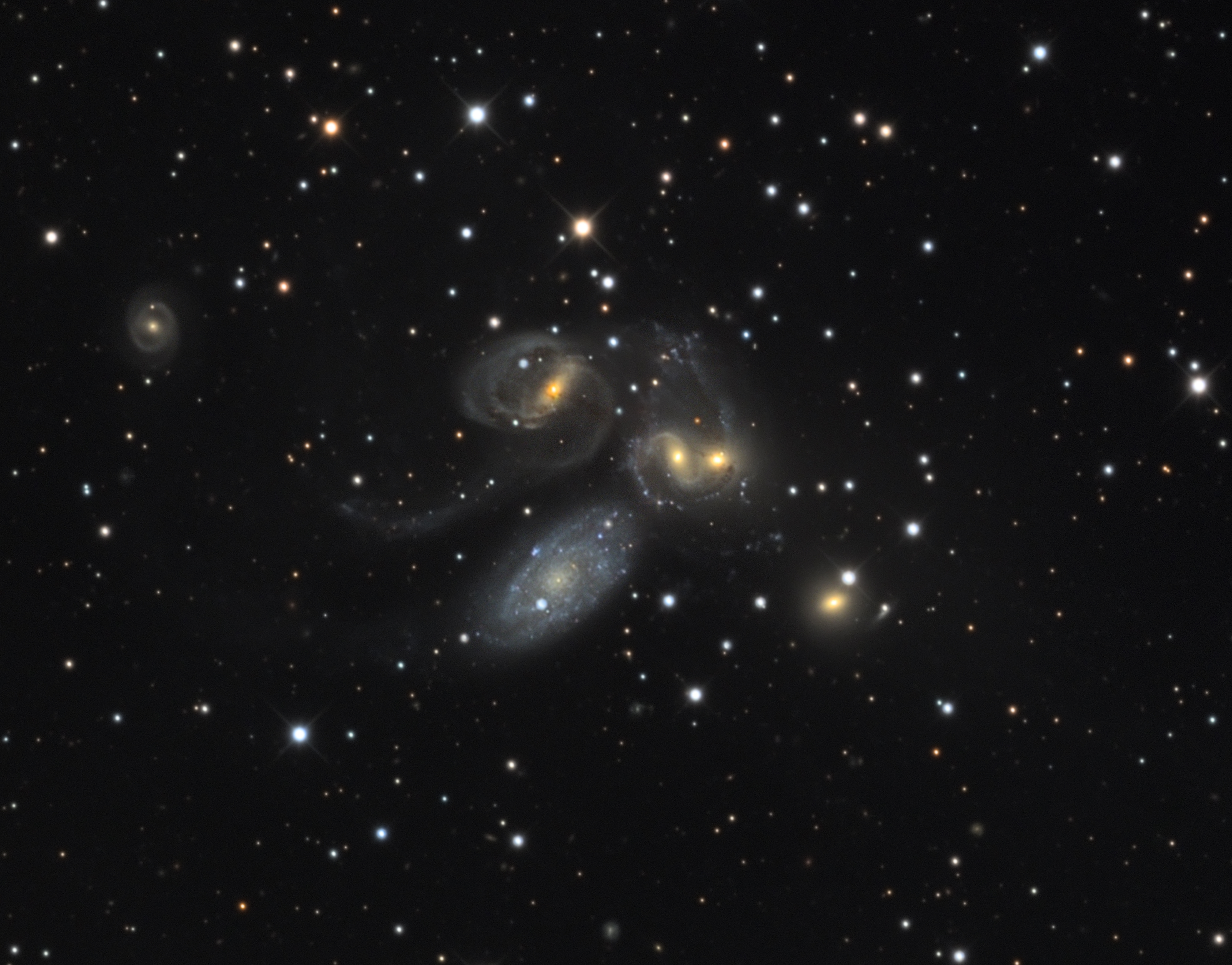
Vue d'ensemble du Quintette (photographie amateur).
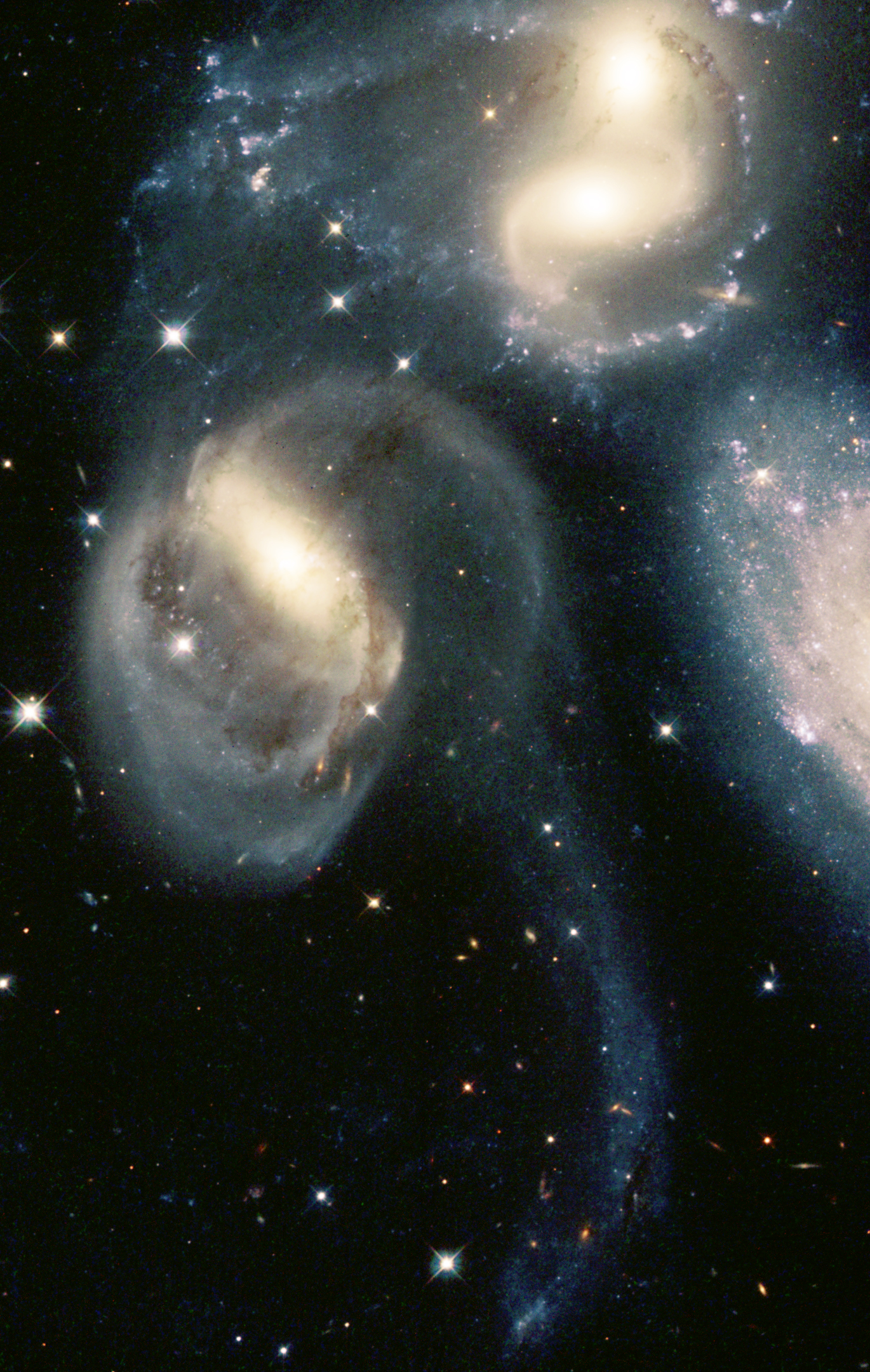
Vue partielle du Quintette imagé par le télescope spatial Hubble (1999).